# Fondamenti di fonologia
Fondamenti di fonologia è l'opera principale del linguista russo Nikolaj Sergeevič Trubeckoj, uscita postuma nel 1939.
Il testo analizza circa 200 sistemi fonologici attestati nelle lingue del mondo. Al centro del libro c'è la "Teoria della distinzione" dell'autore, che afferma che esistono alcune proprietà foniche distintive minime che sembrano essere caratteristiche universali di tutti i sistemi linguistici. 
La prima parte dell’opera, intitolata "La teoria della distinzione; La funzione distintiva o differenziatrice di significato del suono", contiene i seguenti capitoli: (1) Nozioni di base; (2) Regole per la determinazione dei fonemi; (3) Classificazione logica delle opposizioni distintive; (4) Classi fonologiche di opposizioni distintive; (5) Tipi di neutralizzazione delle opposizioni distintive; (6) Combinazioni di fonemi; e (7) Statistiche fonologiche. 
I capitoli della seconda parte, "La teoria degli elementi delimitativi; La funzione delimitativa del suono" sono invece: (1) Osservazioni preliminari; (2) Segnali di confine fonemici e non fonemici; (3) Segnali individuali e segnali di gruppo; (4) Segnali di confine positivi e negativi; e (5) L'uso dei segnali di confine.